# Tiszatenyő
Tiszatenyő es un pueblo húngaro perteneciente al distrito de Törökszentmiklós, condado de Jász-Nagykun-Szolnok.

## Superficie
Cuenta con una superficie de 23,55 km².

## Demografía
Hasta 2024 la población era de 1485 habitantes, con una densidad de población de 63,05 hab/km².
| Gráfica de evolución demográfica de Tiszatenyő entre 2020 y 2024 |
|                                                                  |
| Datos según la Oficina Central de Estadística de Hungría.        |